# Route nivernaise
La Route nivernaise est une ancienne course cycliste professionnelle organisée de 1971 à 1980 à Cosne-Cours-sur-Loire dans le département de la Nièvre.

## Palmarès
| Année | Vainqueur                | Deuxième                  | Troisième                |
| ----- | ------------------------ | ------------------------- | ------------------------ |
| 1971  | Cyrille Guimard          | Bernard Labourdette       | Jacques Botherel         |
| 1972  | Jacky Mourioux           | Michel Périn              | Georges Chappe           |
| 1973  | Jean-Pierre Danguillaume | Raymond Poulidor          | Serge Lapébie            |
| 1974  | Raymond Martin           | Jean-Claude Misac         | Georges Talbourdet       |
| 1975  | Bernard Bourreau         | Christian Seznec          | Jean-Pierre Danguillaume |
| 1976  | Jacques Bossis           | Roland Smet               | Francis Campaner         |
| 1977  | Antoine Gutierez         | Jean Chassang             | Bernard Hinault          |
| 1978  | Yves Hézard              | Roger Legeay              | Gilbert Duclos-Lassalle  |
| 1979  | Christian Seznec         | Pierre-Raymond Villemiane | Alain De Carvalho        |
| 1980  | Christian Levavasseur    | Didier Vanoverschelde     | Bernard Hinault          |